# ميناء الجبيل التجاري
ميناء الجبيل التجاري، هو ميناء سعودي يقع بمدينة الجبيل على الساحل الشرقي للمملكة العربية السعودية ويطل على الخليج العربي و يبعد مسافة 80 كم شمال مدينة الدمام، وقد أنشئ ميناء الجبيل التجاري في عام 1397 هـ واكتملت كافة مرافقه عام 1400 هـ على مساحة تقدر بحوالي 4.125.940 متر مربع، وتم اختيار موقع الميناء بعناية خاصة وذلك لعمق المياه المتاخمة له.

## الموقع
يقع ميناء الجبيل التجارى على الساحل الشرقي للمملكة العربية السعودية المطل على مياه الخليج العربى، ويبعد مسافة 80 كيلو متر شمال مدينة الدمام، وعلى خط العرض 27.01 درجة شمالا وخط الطول 49.41 درجة شرق.

## برج المراقبة
يرتفع برج المراقبة 52 متر فوق مستوى سطح البحر، يشرف على متابعة تحرك جميع السفن القادمة والمغادرة من خلال غرفة التحكم، ومتابعة مناطق العبور والقنوات الملاحية ومناطق الانتظار، وتستخدم الرادارات في عملية المتابعة والإرشاد، وهو مجهز بنظام (VTS)  لمراقبة وتسهيل حركة الملاحة.

## تدشين الميناء
دشن الملك خالد بن عبدالعزيز آل سعود المرحلة الأولى من ميناء الجبيل التجاري في 17 ذي القعدة من عام 1397هـ/29 أكتوبر 1977م، وتضمنت هذه المرحلة إنشاء رصيفين طول كل منهما 500 متر بعمق 12متراً، وبنهاية عام 1401هـ/1980م أُنجز بناء 10 أرصفة ووضعت سبعة منها قيد التشغيل، بينما جرى تجهيز الأرصفة الثلاثة الآخرى للتشغيل عام 1402هـ/1981م، وقد انشأت المؤسسة العامة للمؤاني محطة للحاويات في الميناء، وكان الهدف منها مناولة شحنات الحاويات العائدة إلى مشروعات الميناء والمدينة الصناعيتين من جهة، ولأنها كانت حريصة على تشجيع نمو شحنات الحاويات عبر الجبيل من جهة أخرى.

## خصائص ملاحية
- طول القناة الملاحية 24 ميل بحري وعرض يتراوح ما بين 1.6 ميل بحري إلى 2 ميل بحري، والعمق ما بين 25 م إلى 50 م.
- دائرة الدوران أمام الارصفه تتراوح ما بين 300 م إلى 500 م والعمق ما بين 12 م وإلى 14 م.

## أرصفة الميناء
يوجد بالميناء عدد (16) رصيف:
- عدد (8) أرصفة لمناولة البضائع العامة.
- عدد (4) رصيف لمناولة البضائع السائبة.

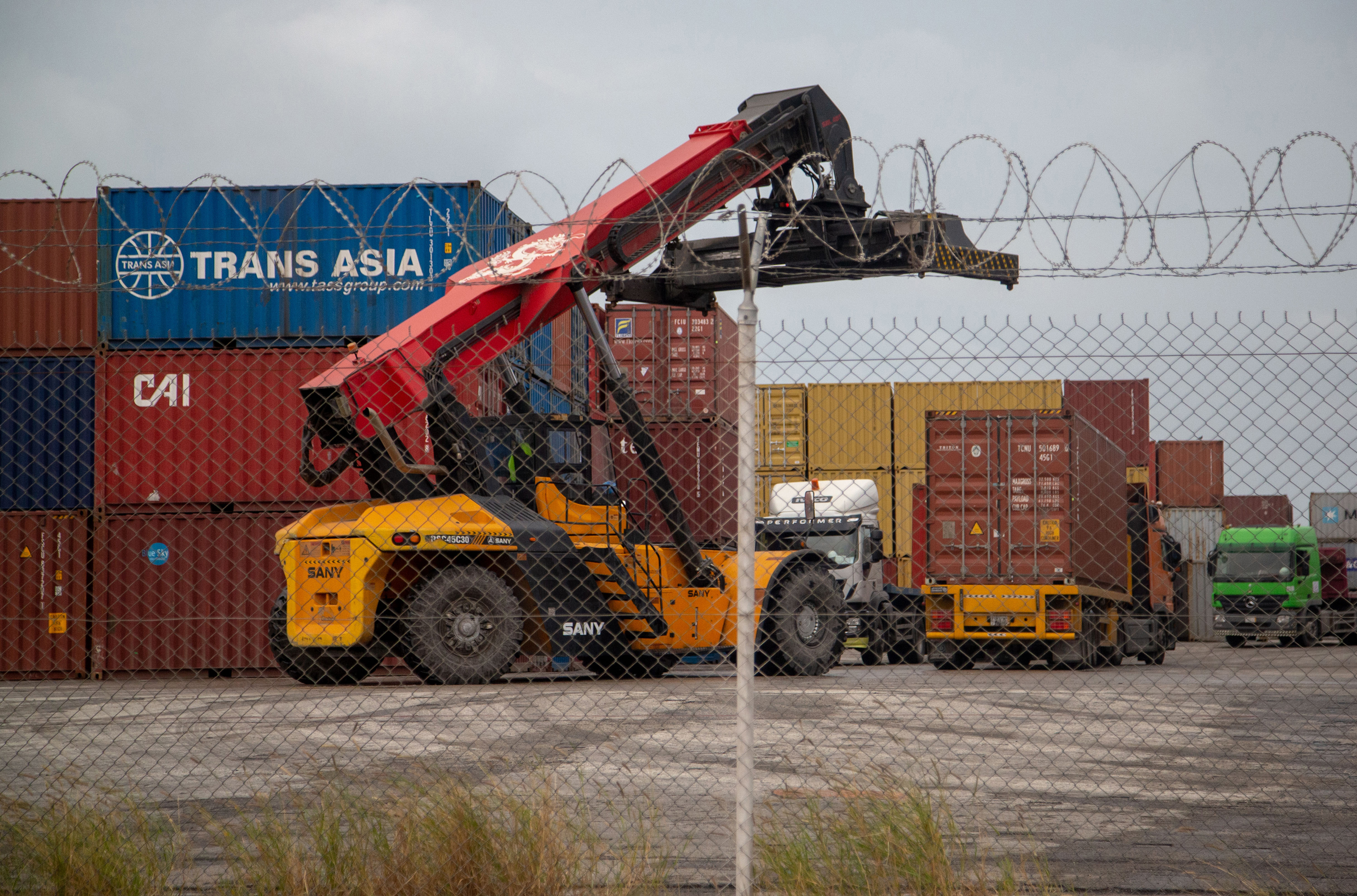
إفراغ الحاويات في ميناء الجبيل

- عدد (4) رصيف لمناولة الحاويات.

## المعدات و المرافق المتوفرة بميناء الجبيل التجاري
- 9 مستودعات والمجموع الكلى  لمساحة التخزين 78000 متر مربع.
- مبنى تخزين خاص للبضائع الخطرة وتبلغ مساحته 1800 متر مربع.
- ساحات التخزين المخصصة للمنطقة الجمركية 589،030 متر مربع.
- معدات مناولة البضائع السائبة والبضائع العامة والحاويات.

## البضائع من صادرات وواردات
- بضائع سائبة صلبة
- بضائع سائبة سائلة
- بضائع عامة
- حاويات
- رو-رو
- مواشي.[4]

## وصلات خارجية
- ميناء الجبيل التجاري.